# تشارلز غرانديسن فيني
تشارلز غرانديسن فيني (بالإنجليزية: Charles Grandison Finney)، (من مواليد 29 أغسطس عام 1792 - 16 أغسطس عام 1875)، عضو الكنيسة المشيخية وقائدًا عظيمًا في الصحوة الكبرى الثانية في الولايات المتحدة. أُطلق عليه اسم «أبو الإحياء الحديث».
اشتُهر فيني بأنه واعظ إحيائي لامع من عام 1825 حتى عام 1835 في المنطقة الغربية الوسطى في شمال نيويورك ومانهاتن، بالإضافة إلى أنه معارض لعلم اللاهوت الخاص بالمدرسة المشيخية القديمة. اشتُهر فيني أيضًا بكونه داعية إلى الكمال المسيحي إلى جانب كونه كاتب مميز في الدين.
انطلاقًا من آرائه الدينية، دعا فيني، إلى جانب العديد من الزعماء الإنجيليين الآخرين، إلى تشجيع الإصلاحات الاجتماعية مثل الإبطالية والتعليم المتساوي للنساء والأمريكيين الأفارقة. من عام 1835، اشتغل فيني بالتدريس في كلية أوبرلين في أوهايو، والتي كان تقبل جميع الطلاب دون النظر إلى عِرقهم أو جنسهم. شغل فيني منصب الرئيس الثاني للكلية في الفترة الممتدة من عام 1851 حتى عام 1865، وكان أعضاء هيئة التدريس وطلاب الكلية من الناشطين من أجل قانون الإبطالية وتنفيذ مخطط السكك الحديدية تحت الأرض والتعليم الشامل.

## الإحياء
اشتُهر فيني بكونه ناشطًا لحركة الإحياء المسيحي من عام 1825 حتى عام 1835 في مقاطعة جيفرسون ثم في مانهاتن لفترة قصيرة. في الفترة ما بين 1830-1831، قاد فيني حركة إحياء أقيمت في روتشستر، نيويورك، والتي لوحظ أنها كانت إلهامًا لإقامة حركات إحياء أخرى تدعو إلى الصحوة الكبرى الثانية. قدَّم أحد كبار القساوسة في نيويورك، والذي تم تحويله في اجتماعات روتشستر، السرد التالي لتأثيرات اجتماعات فيني في تلك المدينة: «كان المجتمع بأكمله مُثارًا. ذلك أن الدين كان الموضوع الرئيسي لأي نقاش داخل المنازل والمحلات والمكاتب وحتى في الشارع أيضًا. تحوَّل المسرح الوحيد في المدينة إلى مقر إغاثة؛ وتحوَّل السيرك الوحيد إلى مصنع للصابون والشمع. أُغلقت جميع الحانات ومحلات المشروبات الكحولية؛ تم تكريم الشبات (يوم السبت)؛ وكانت الأماكن المقدسة مليئة بالمصلين السُّعداء؛ وأعطيت معونات جديدة لكل مؤسسة خيرية؛ وفُتحت نوافير الخير من كل مكان، وعاش الناس لفعل الخير».
اشتُهر فيني بابتكاره في الخطبة والوعظ وعقد الاجتماعات الدينية، التي كثيرًا ما تؤثر على مجتمعات بأكملها. وكان من بينها جعل النساء يصلين بصوت عالٍ في الاجتماعات العامة المختلطة؛ وتطوير طريقة «الصلاة الطقسية»، بحيث يمكن لأولئك الذين يفكرون في أن يصبحوا مسيحيين أن يجلسوا في مكان محدد لأداء الصلاة؛ كان فيني معروفًا أيضًا بقدرته على الوعظ المرتجل.
كان (لفيني) «رؤية عميقة في تعقيدات الفساد البشري التي ليس لها نهاية نسبيًا... وقد أغرق الجمهور بحب الإنجيل. وهدم قلوب الرجال بفعل الخير، ودمرت ضربات مطرقته ذرائع الكفر».:39
من بين تلاميذ فيني كان: ثيودور دوايت ويلد وجون همفري نويز وأندرو لييت ستون.

## الإبطالية
بالإضافة إلى أن فيني أصبح داعيًا مسيحيًا ذو شعبية واسعة، فقد شارك أيضًا في حركات الإصلاحات الاجتماعية، وخاصة حركة الإبطالية. وكثيرًا ما شجب فيني العبودية من على منبره، وسمّاها «خطيئة وطنية كبرى»، بالإضافة إلى رفضه الأفخارستيا (القربان المقدس) لملّاكي الرّق.

## رئيس كلية أوبرلين
في عام 1835، عرض تاجر الحرير الثري والمُحسِن آرثر تابان (1786-1865) الدعم المالي لمعهد أوبرلين الجديد (كما كان يُعرف بكلية أوبرلين حتى عام 1850)، ثم دعا فيني، بناء على توصية من ثيودور دوايت وايلد من أعضاء الحركة الإبطالية (1803-1895)، لتأسيس قسم علم اللاهوت. بعد الكثير من الجدالات، وافق فيني بشرط السماح له بمواصلة الوعظ في نيويورك، ثم قبلت المدرسة الطلاب السُّود، وأصبحت حرية التعبير مضمونة في كلية أوبرلين. بعد أكثر من عقد من الزمن، اختير فيني ليكون الرئيس الثاني للكلية، بعد خدمته من عام 1851 حتى عام 1866. عّدَّت أوبرلين أول كلية أمريكية تقبل طلاب من النساء والسُّود إلى جانب البيض. ومنذ سنواتها الأولى، عُرف أعضاء هيئة التدريس فيها والطلاب بنشاطهم من أجل حركة الإبطالية. شاركوا سكان المدينة في جهود مشتركة لمساعدة العديد من العبيد الهاربين إلى أوهايو عبر السكك الحديدية تحت الأرض، وذلكتعبيرًا عن مناهضتهم لقانون العبيد الخاص بعام 1793. هرب العديد من العبيد إلى أوهايو عبر نهر أوهايو من كنتاكي، ما جعل منها منطقة حرجة لمرورهم إلى الحرية.

## حياته الشخصية
تزوج فيني ثلاث مرات، وترمل مرتين. في عام 1824، تزوج من ليديا روت أندروز (1804-1847) بينما كان يعيش في مقاطعة جيفرسون. أنجب الزوجان ستة أطفال. في عام 1848، أي بعد عام من وفاة ليديا، تزوج من إليزابيث فورد أتكينسون (1799-1863) في ولاية أوهايو. ثم في عام 1865، تزوج من ريبيكا ألين رايل (1824-1907) في أوهايو أيضًا. كل من زوجات فيني الثلاث رافقته في جولات الإحياء، وانضمت كل منهن أيضًا في جهوده التبشيرية والداعية.
أصبح حفيد فيني المدعو بالاسم ذاته كاتبًا مشهورًا.

## علم اللاهوت
كان فيني عضو في الكنيسة المشيخية الجديدة، وكان لاهوته مماثلًا لناثانيل ويليام تايلور. ابتعد فيني عن اللاهوت الكالفيني التقليدي بتعليمه أن الناس لديهم الإرادة الحرة لاختيار الخلاص. وقال أن الخطيئة الأصلية هي «الأنانية» التي يمكن للناس التغلب عليها فقط في حال زرع «قلب جديد». من تعاليمه أيضًا أن «الخطيئة والقداسة هي مجرد أعمال طوعية داخل العقل البشري». يعتقد فيني أيضًا أن للواعظ أدوارًا هامة في إحداث حركات الإحياء، وكتب في عام 1835: «أن الإحياء ليس معجزة، ولا يعتمد عليها في الأساس بأي شكل من الأشكال. إنما هو نتيجة فلسفية بحتة للاستخدام الصحيح للوسائل الممكنة».
تمثل أحد أهم المواضيع الرئيسية لخطاباته في الحاجة إلى الولادة الجديدة. ركز أيضًا على المسؤوليات التي كان على المتحولين أن يكرسوا أنفسهم لها مثل الإحسان وفعل الخير والعمل على بناء الملكية وملكوت الله على الأرض. كان علم الآخرات المسيحية الخاص بفيني بعد الألفية، ما يعني أنه كان يعتقد أن الألفية (حكم ألف عام من المسيحية الحقيقية) سوف تبدأ قبل المجيء الثاني للمسيح. يعتقد فيني أن المسيحيين يمكن أن يجلبوا في الألفية عن طريق تخليص العالم من «الشرور العظيمة والؤلمة». كتبت فرانسيس فيتزجيرالد: «ركز فيني دائمًا على قدرة الرجال - والنساء - على اختيار الخلاص الخاص بهم، والعمل من أجل الخير العام وبناء مجتمع جديد».
عُدَّ فيني من المدافعين عن الكمال المسيحي، وهو الإيمان الكامل بالمسيح يمكّن المؤمنين من الحصول على «بركة مضاعفة من الروح القدس» والوصول إلى الكمال المسيحي، وهو المستوى الأعلى من التقديس. بالنسبة لفيني، هذا يعني العيش في ظل شريعة الله والمحبة لله ولجيرانه، لكنه لم يكن كمالًا خالٍ من الخطيئة بشكل كامل. ذلك أن حتى المسيحيين المذنبين معرضون للإغراء وارتكاب الخطيئة. يعتقد فيني أنه من الممكن للمسيحيين أن يرتدوا ويفقدوا خلاصهم.
ادعى بنيامين وارفيلد، أستاذ في مذهب الكالفينية في علم اللاهوت في مدرسة برينستون، أنه «يمكن إقصاء الله بالكامل (بحسب فيني) دون تغيير شخصيته بشكل أساسي». قام ألبرت بالدوين دود، عضو في الكنيسة المشيخية القديمة، بمراجعة كتاب فيني لعام 1835 تحت عنوان محاضرات حول الإحياء الديني. لكنه رفضه باعتباره غير صحيح لاهوتيًا. كان دود مدافعًا عن المذهب الكالفيني الأرثوذكسي إذ كان ينتقد بشكل خاص وجهة نظر فيني لمبدأ الفساد التام.

## في الثقافة الشعبية
في القصة القصيرة التي كتبها تشارلز دبليو تشيسنوت تحت عنوان «رحيل غرانديسن» (1899)، والتي نُشرت في مجموعة تحت عنوان ذا وايف أوف هيز يوث وقصص أخرى كولور لاين، يُطلق على البطل المستعبد اسم «غرانديسن»، وهو على الأرجح إشارة أو تلميح مباشر للداعية فيني.
أنشئت مدرسة تشارلز فيني في روتشستر، نيويورك، في عام 1992.